# Segonzac (Corrèze)
Segonzac é uma comuna francesa na região administrativa da Nova Aquitânia, no departamento de Corrèze. Estende-se por uma área de 20,21 km². Em 2010 a comuna tinha 224 habitantes (densidade: 11,1 hab./km²).